# Ikaztegieta
Ikaztegieta település Spanyolországban, Gipuzkoa tartományban. Ikaztegieta Alegia, Legorreta, Tolosa és Orendain községekkel határos. Lakosainak száma 502 fő (2024).

## Népesség
A település népessége az utóbbi években az alábbiak szerint változott:
| Lakosok száma | 368  | 387  | 453  | 465  | 470  | 464  | 487  | 498  | 485  | 502  |
|               | 2001 | 2004 | 2006 | 2009 | 2011 | 2014 | 2016 | 2019 | 2021 | 2024 |